# Коншин Олександр Васильович
 Олександр Васильович Коншин (12 липня 1972, м. Луганськ) — генерал-майор, начальник  Управління роботи з особовим складом Служби безпеки України у 2012-2014 роках.

## Життєпис
До 2001 р. працював у Луганському УСБУ.
З 2001 по 2008 р. проходив службу в Управлінні роботи з особовим складом Служби безпеки України. З 2008 по 2009 р. в УСБУ в Луганській області. З 2009 по 2011 р. в Управлінні роботи з особовим складом Служби безпеки України.
З 2011 по 2012 р. Директор Департаменту роботи з особовим складом Управління державної охорони України.
14 лютого 2012 року призначений на посаду начальника Управління роботи з особовим складом Служби безпеки України.
24 серпня 2013 року указом Президента України йому було присвоїно військове звання генерал-майора.
16 грудня 2014 року указом Президента України був звільнений з посади начальника Управління роботи з особовим складом Служби безпеки України. Знаходився на військовій службі до листопада 2017 року.

## Особливості роботи та кадрового забезпечення в умовах люстрації
Коншин сформував нову команду, активно працювала з питань кадрового забезпечення, реформування Служби безпеки України та з тимчасово переміщеними особами з Донеччини і Луганщини.
Військове звання — генерал-майор.
Одружений, має доньку